# Upper East
Upper East Region is de meest noordoostelijke regio van Ghana. De hoofdstad is Bolgatanga en andere steden zijn onder andere Bawku en Navrongo. De regio heeft een oppervlakte van 8842 km² en had in 2010 een inwoneraantal van 1.046.545.
De belangrijkste etnische groepen zijn de Bimoba, Bissa, Buli, Gurensi, Kantosi, Kasem en de Kusaal.
Het landschap bestaat hoofdzakelijk uit grassavanne en de regio kent een droog tropisch savanneklimaat.

## Bevolking
Volgens de volkstelling van 2010 telt de regio Upper East ruim 1 miljoen inwoners, hetgeen een verdubbeling is vergeleken met de volkstelling van 1960.
| Jaar | Bevolking | Bevolkingsdichtheid | Urbanisatiegraad |
| ---- | --------- | ------------------- | ---------------- |
| 1960 | 468.638   | 53,0                | 4%               |
| 1970 | 542.858   | 61,4                | 7%               |
| 1984 | 772.744   | 87,4                | 14%              |
| 2000 | 920.089   | 104,1               | 16%              |
| 2010 | 1.046.545 | 118,4               | 21%              |

In 2010 is zo'n 42% van de bevolking 14 jaar of jonger, terwijl 9% zestig jaar of ouder is. Hiermee heeft de regio Upper East het hoogste percentage zestigplussers in Ghana.

#### Religie
De religieuze samenstelling in de regio Upper East is vrij gemengd. De grootste religie is het christendom (42%). Eén op de vijf inwoners is lid van de Katholieke Kerk in Ghana (20%). Een groot deel van de bevolking behoort tot de charismatische beweging of tot het pentecostalisme (12%).
Verder is circa 7% protestants en behoort 3% tot andere christelijke groeperingen.
Circa 28% hangt een vorm van natuurgodsdiensten aan en vormt hiermee de tweede religieuze groep in Upper East. De moslims vormen 27% van de bevolking en circa 3% is ongodsdienstig.

## Districten
De regio Upper East omvat de volgende acht districten:

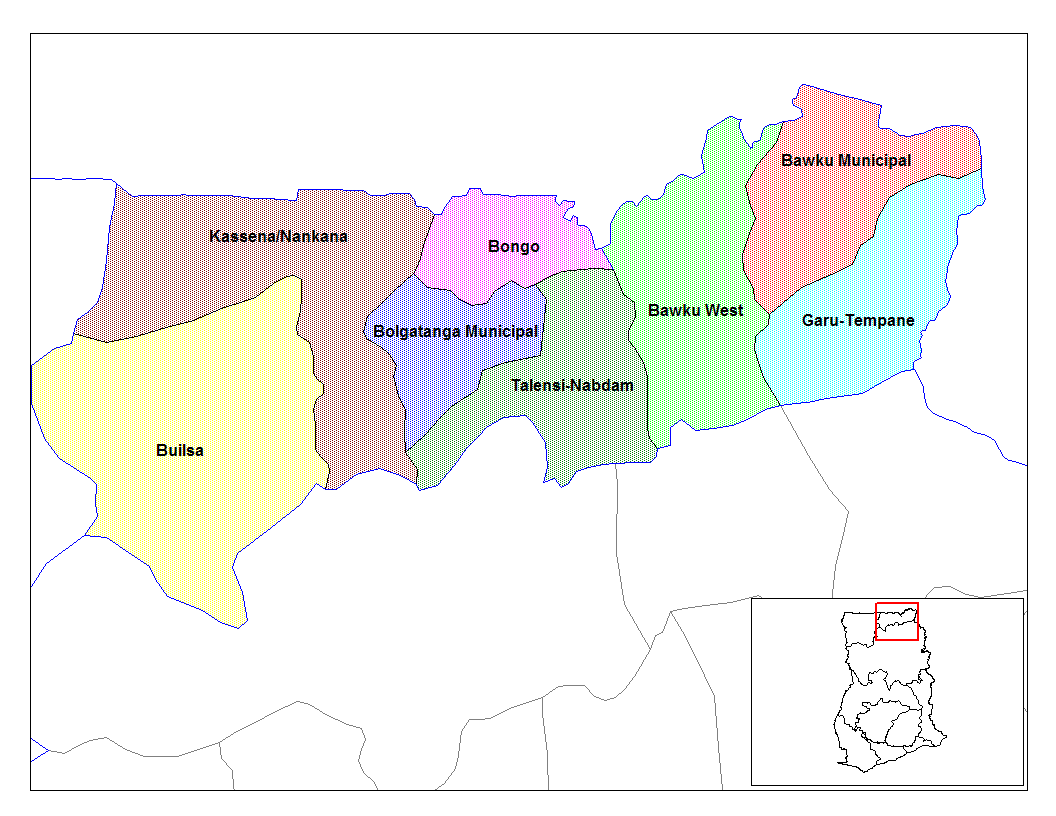
Districten van de regio Upper East

- Bawku Municipal District
- Bawku West District
- Bolgatanga Municipal District
- Bongo District
- Builsa District
- Garu-Tempane District
- Kassena/Nankana District
- Talensi-Nabdam District

Ashanti · Brong-Ahafo · Central · Eastern · Greater Accra · Northern · Upper East · Upper West · Volta · Western